# 발레교습소 (영화)
"발레 교습소"(Flying Boys)는 변영주 감독, 윤계상, 김민정 주연의 2004년 한국 영화이다. 12월 3일 개봉하였다.

## 캐스팅

### 주요 인물
- 윤계상 - 강민재 역
- 김민정 - 황보수진 역

### 그 외 인물들
- 도지원 - 양정숙 역
- 온주완 - 이창섭 역
- 이준기 - 장동완 역
- 김동욱 - 김기태 역
- 강도한 - 엄종석 역
- 박그리나 - 차승언 역
- 이정섭 - 배도일 역
- 조한희 - 오향자 역
- 진유영 - 강동석 역
- 백종헌 - 김현성 역
- 차회숙 - 민재 모 역
- 엄옥란 - 민재 이모 역
- 정동숙 - 수진 모 역
- 최용선 - 수진 부 역
- 이은 - 지나 역
- 유소희 - 소영 역
- 정보훈 - 형미 역
- 권혁풍 - 동완 부 역
- 홍석연 - 검도반 강사 역
- 이미도 - 문제 학생 역
- 최보광 - 108호 여자 역
- 이종원 - 헬스 남자 역 (특별출연)
- 이수인 - 민재 담임 역 (특별출연)
- 김갑수 - 감독 교사 역 (특별출연)